# Robert Dušek
Robert Dušek (* 14. März 1967 in Lanškroun) ist ein tschechischer Politiker der Česká strana sociálně demokratická.

## Leben
Dušek war von 2009 bis 2014 Abgeordneter im Europäischen Parlament.